# شارلوتا بافل
شارلوتا بافل (بالبولندية: Szarlota Pawel) (وُلدت في 1950) هي كاتبة كريكاتيرية بولندية، وتُعتبر منشِئة السلسلة الشعبية حول «كليكس».